# Округ Мајами (Охајо)
Округ Мајами (енгл. Miami County) је округ у америчкој савезној држави Охајо.

## Демографија
По попису из 2010. године број становника је 102.506, што је 3.638 (3,7%) становника више него 2000. године.
| Група             | 2000.          | 2010.          |
| Белци             | 94.262 (95,3%) | 95.908 (93,6%) |
| Афроамериканци    | 1.932 (2,0%)   | 2.084 (2,0%)   |
| Азијати           | 780 (0,8%)     | 1.218 (1,2%)   |
| Хиспаноамериканци | 721 (0,7%)     | 1.341 (1,3%)   |
| Укупно            | 98.868         | 102.506        |